# Socha svatého Jana Nepomuckého (Hlubočepy)
Socha svatého Jana Nepomuckého v Hlubočepích v Praze se nachází na fasádě domu v ulici Pod Žvahovem 7/37. Je chráněna jako nemovitá kulturní památka České republiky.

## Historie
Socha svatého Jana Nepomuckého pochází z roku 1801. Je volnou a velmi kvalitní variantou Brokoffovy předlohy z Karlova mostu. Původně stála na válcovém soklu v kapličkové nice v ohradní zdi domu čp. 7. Nika byla odstraněna a socha později umístěna na severní dvorní fasádu domu.

## Popis
Světec je znázorněn v tradičním oděvu. Text nápisu na desce na válcovém soklu:
```
DIVO IOANNI NEPOMVCENO posuit WENCESLAVS COMES CAVRIANI ANNO DOMINI MDCCCI.
[
1
]
```

Původní nika byla půlkruhově ukončena a sklenuta konchou. Nad nikou mělo segmentové ukončení kapličky boční křidélka.